# جيرو ديل ترينتينو 2016
جيرو ديل ترينتينو 2016 (بالإيطالية: Giro del Trentino 2016 )‏ هو سباق دراجات هوائية، وهو الموسم رقم 40 من نفس السباق، وأقيم خلال الفترة 19 أبريل 2016، وحتى 22 أبريل 2016، وامتدّ لمسافة 598.1 كيلومتر، وهو أحد سباقات طواف أوروبا للدراجات 2016، وهو من نوع سباق المرحلة، وقد شارك في السباق 142 متسابقاً ووصل إلى نهايته 84 متسابقاً.
فاز فيه بالمركز الأول مايكل اندا، وبالمركز الثاني تانيل كانجيرت، وبالمركز الثالث جاكوب فوجلسانج، والفائز حسب ترتيب السرعة أنطونيو مولينا (دراج)، والفريق الفائز في ترتيب الفرق AG2R La Mondiale 2016.

## الفرق
| فرق عالمية (3)- AG2R La Mondiale - أستانا - Sky فرق قارية محترفة (8)- أندروني جوكاتولي-سيدرمك 2016 ‏ - Bardiani CSF - Bora-Argon 18 - كاجا رورال-سيغوروس 2016 ‏ - دراباك 2016 ‏ - غازبروم روسفيلو ‏ - نيبو-فيني فانتيني-يوربا أوفيني ‏ - ويلير تريستينا-سيل إيطاليا ‏ فرق قارية (5)- أموري وفيتا - برودير ‏ - D'Amico–UM Tools ‏ - MG.K vis Colors for Peace ‏ - Skydive Dubai–Al Ahli Pro Cycling Team ‏ - فريق تيرول كيه تي إم للدراجات ‏ فرق وطنية (2)- فريق البرازيل لركوب الدراجات للرجال 2016‏ - فريق إيطاليا لركوب الدراجات للرجال 2016 ‏ |  |
| |  |

## المراحل
| قائمة المراحل | قائمة المراحل | قائمة المراحل                 | قائمة المراحل               | قائمة المراحل | قائمة المراحل   | قائمة المراحل  |
| المرحلة       | التاريخ       | الدورة                        |                             | المسافة (كم)  | الفائز بالمرحلة | القائد العام   |
| ------------- | ------------- | ----------------------------- | --------------------------- | ------------- | --------------- | -------------- |
| 1             | 19 أبريل      | ريفا دل غاردا – Nago–Torbole ‏ | سباق الطريق ضد الساعة للفرق | 12.1          | أستانا          | فاليريو أجنولي |
| 2             | 20 أبريل      | أركو – Anras ‏                 | مرحلة جبلية متوسطة          | 220.3         | مايكل اندا      | مايكل اندا     |
| 3             | 21 أبريل      | Sillian ‏ – Mezzolombardo ‏     | مرحلة جبلية                 | 204.6         | تانيل كانجيرت   | مايكل اندا     |
| 4             | 22 أبريل      | Malé, Italy ‏ – Cles ‏          | مرحلة جبلية                 | 161.1         | تانيل كانجيرت   | مايكل اندا     |

## الفائزون
| الترتيب       | الفائز                |
| ------------- | --------------------- |
| الفائز        | مايكل اندا            |
| الثاني        | تانيل كانجيرت         |
| الثالث        | جاكوب فوجلسانج        |
| تسلق الجبل    | مايكل اندا            |
| سباقات السرعة | أنطونيو مولينا (دراج) |
| أفضل شاب      | إيغان بيرنال          |
| الفريق        | أيه إل أم             |

## وصلات خارجية
- الموقع الرسمي
- جيرو ديل ترينتينو 2016 على موقع إحصائيات الدراجات الإحترافية (الإنجليزية)